# كأس كوسوفو 2017–18
كأس كوسوفو 2017–18 هو موسم من كأس كوسوفو. أقيم خلال الفترة 18 أكتوبر 2017 وحتى 27 مايو 2018، وأشرف على تنظيمه اتحاد جبل طارق لكرة القدم، وكان عدد الأندية المشاركة فيه 106، وفاز فيه نادي بريشتينا.